# Sauris victoria
Sauris victoria là một loài bướm đêm trong họ Geometridae.